# Distrito de Vidisha
Vidisha (en hindi; विदिशा जिला) es un distrito de la India en el estado de Madhya Pradesh. Código ISO: IN.MP.VI.
Comprende una superficie de 7 362 km².
El centro administrativo es la ciudad de Vidisha.

## Demografía
Según censo 2011 contaba con una población total de 1 458 212 habitantes, de los cuales 689 413 eran mujeres y 768 799 varones.

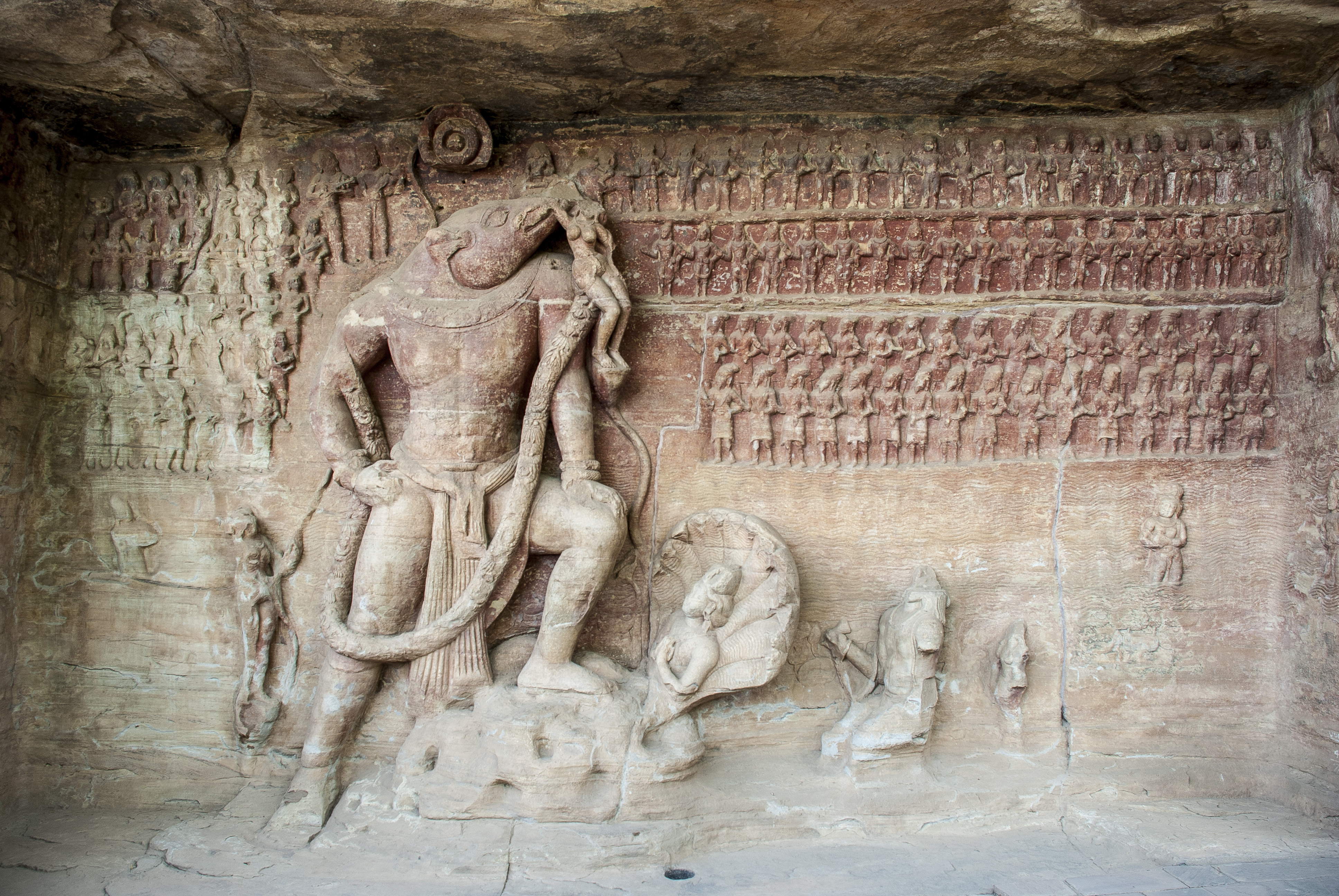
Varahavtar Panel